# Fiskebens-diagram
Et fiskebensdiagram (også kaldet et Ishikawa-diagram) er en type diagram, der anvendes til at foretage en årsags-/virkningsanalyse, der gør det muligt at identificere
årsager til og løsninger på et problem samt at kategorisere disse i relevante områder.

Fremgangsmåde:
- Ud fra et givent problem grupperes et antal tænkelige årsagsområder
- Til årsager (store fiskeben) relateres derefter flere detaljerede årsager
(som mindre fiskeben).
- For hver årsag oplistes herefter en eller flere mulige løsninger.
- Hele analysen foretages ved hjælp af et fiskebensdiagram
Diagramtypen blev opfundet af Kaoru Ishikawa ved Kawasakis værft i 1960'erne.
| Ledelse | Spire Denne artikel om ledelse i teori eller praksis er en spire som bør udbygges. Du er velkommen til at hjælpe Wikipedia ved at udvide den. |